# Alphonse Mailly
 (septembre 2018).
Si vous disposez d'ouvrages ou d'articles de référence ou si vous connaissez des sites web de qualité traitant du thème abordé ici, merci de compléter l'article en donnant les références utiles à sa vérifiabilité et en les liant à la section « Notes et références ».
Pour les articles homonymes, voir Mailly.
Alphonse Mailly est un compositeur, organiste, pianiste et pédagogue belge, né le 27 novembre 1833 à Bruxelles et décédé le 10 janvier 1918 à Ixelles.

## Biographie
Né le 27 novembre 1833 à Bruxelles, il entre en 1845 au Conservatoire Royal de cette même ville pour y effectuer des études musicales (solfège, harmonie, composition, orchestration), couronnées par les Premiers Prix de solfège (classe de Lados), de piano (classe de Jean-Baptiste-Aimé Michelot) et d'orgue (classe de Christian Girschner). Il se partagera longtemps entre ces deux instruments, bien que l'histoire retienne essentiellement l'organiste qu'il fut.
Excellent lecteur, il est engagé à Bruxelles comme accompagnateur au Théâtre Royal de La Monnaie et organiste à l'église Saint-Joseph. En 1848, il devient organiste de l'église Notre-Dame du Finistère où un orgue d'Hippolyte Loret a été construit. Il quitte cette tribune en 1869 pour rejoindre celle de l'église du Couvent des Pères Carmes.
Sa réputation ne tarde par franchir les frontières. On le retrouve à Paris en 1858. Le concert d'orgue qu'il donne reçoit les éloges d'Hector Berlioz, qui le présente comme "L'un des plus savants virtuoses que l'art moderne du grand orgue ait produits".
Régulièrement sollicité pour inaugurer de nouveaux instruments, sur la recommandation de François-Joseph Fétis (directeur du Conservatoire Royal de Bruxelles), il est envoyé en 1871 représenter la Belgique à l'Exposition Internationale de Kensington à Londres où il donne un récital très remarqué. Il donne également des concerts en Hollande.
En 1861, il devient professeur de piano au Conservatoire Royal de Bruxelles, puis professeur d'orgue en 1869, où il succède à Jacques-Nicolas Lemmens. Dans cette classe où il enseigne jusqu'en 1903, il forme de nombreux élèves tels Léon Dubois, August De Boeck, Adolphe Wouters, Léon Jadin, Alfred Mahy et Louis Rosoor. Expert en facture d'orgue, il sera associé à la construction de l'orgue Aristide Cavaillé-Coll de la Salle de Concert du Conservatoire Royal de Bruxelles.
Le 27 avril 1886, il épouse à Bruxelles Clémentine Sanderbergh-Matthiessen, organiste et pianiste qui se produit en concert sous le nom de "Mme Alphonse Mailly" jusqu'à son divorce en 1897.
En qualité de compositeur, il laisse essentiellement des pièces pour orgue et harmonium, dans la continuité du répertoire écrit par Lemmens. Parmi ses œuvres les plus connues, citons Pâques fleuries, la Marche solennelle, la Sonate et deux Prières.
Sa brillante carrière musicale et pédagogique qui vaudra le titre de "Premier organiste de sa Majesté le Roi des Belges" et d'être nommé au grade de chevalier de l'ordre de Léopold.
Alphonse Mailly s'éteint à Ixelles (commune bruxelloise) le 10 janvier 1918.

## Honneurs
- Chevalier de l'ordre de Léopold
- Premier organiste de Sa Majesté le Roi des Belges.

## Prix Alphonse Mailly
Un Prix Alphonse Mailly est institué au Conservatoire Royal de Bruxelles. Il est attribué chaque année au premier nommé du concours d'orgue (Premier Prix). Parmi les récipiendaires, citons Abel Debourle, Édouard Devernay, Maurice Guillaume, Jean Ferrard, Stéphane Detournay, Momoyo Kokubu.

## Œuvre musicale (extrait du catalogue)
Liste non exhaustive

### Harmonium
- Six morceaux caractéristiques pour harmonium op. 3
  - La rêverie
  - Le badinage
  - Le crépuscule
  - La pastorale
  - L'angélus
  - La fête villageoise

### Orgue
- Sonate op. 1
- Deux Prières pour Orgue ou Harmonium, op. 2
- Trois morceaux pour orgue (1892)
  - Invocation
  - Andante con moto
  - Christmas-musette
- Three Organ Pieces
  - Méditation
  - Toccata
  - Pâques fleuries
- Three Organ Pieces
  - Prélude funèbre
  - Marche solennelle
  - Cantilène

### Partitions gratuites
- « Mailly, Alphonse » (partitions libres de droits), sur l'IMSLP